# Partutovice
Partutovice település Csehországban, Přerovi járásban. Partutovice Potštát, Jindřichov, Olšovec és Střítež nad Ludinou településekkel határos. Lakosainak száma 520 fő (2024. január 1.).

## Népesség
A település lakosságának változását az alábbi diagram mutatja:
| Lakosok száma | 493  | 517  | 504  | 406  | 452  | 486  | 507  | 508  | 527  | 520  |
|               | 1869 | 1890 | 1921 | 1950 | 1980 | 2001 | 2017 | 2019 | 2022 | 2024 |